# Ben Richards
Ben Richards né en 1964, est un romancier et scénariste britannique.

## Biographie
Avant d'écrire des romans et des séries télévisées, il travaille pendant trois ans comme agent de logement à Newham et Islington, à Londres. En tant qu'étudiant chercheur à la Faculté de Science Sociale et Historique de l'UCL (en), il passe une année à étudier au logement public au Chili et à son retour en Grande-Bretagne, il commence son premier roman pour « alléger l'ennui d'analyser les questionnaires » pour sa thèse de doctorat. Richards a été conférencier à l'Université de Birmingham et à l'University College de Londres, où il a enseigné la sociologie du développement, en se spécialisant sur l'Amérique du Sud. Il est maintenant écrivain à temps plein.
Ses romans sont Throwing the House out of the Window (1996), Don't Step on the Lines (1997), The Silver River (1999), A Sweetheart Deal (2001), The Mermaid and the Drunks (2004) et Confidence (2006). Il a également contribué à l'anthologie de New Puritans de 2000.
En tant que scénariste, Richards a écrit pour la BBC (MI-5, Party Animals et Strike), ITV (Tueur d'État) et Channel 4 (No Angels). Il est le créateur et l'auteur d'Outcast. Il a également écrit pour la série télévisée dramatique britannique / française The Tunnel.

### Contributions
- Anthologie de New Puritans, 2000

## Filmographie

### Acteur

#### Télévision
Séries télévisées
- 2008 : Séries express : Lui-même
- 2011 : Breakfast : Lui-même - Writer

### Producteur

#### Télévision
Séries télévisées
- 2009 : Tueur d'état
- 2011 : Outcast
- 2013-2016 : Tunnel
- 2017 : Strike

### Scénariste

#### Télévision
Séries télévisées
- 2002-2011 : MI-5
- 2004 : No Angels
- 2007 : Party Animals
- 2008-2009 : Tueur d'état
- 2011 : Outcast
- 2013-2016 : Tunnel
- 2015 : Fortitude
- 2017 : Strike
- 2020 : Cobra[3]

## Récompenses
- 2008ː Nommé par le Broadcasting Press Guild Award dans la catégorie « meilleure série dramatique » pour Party Animals[4].
- 2014ː Gagne le Globe de Cristal dans la catégorie « meilleur téléfilm ou série télévisée » pour Tunnel[4].